# 양산수질정화공원
양산수질정화공원(梁山水質淨化公園, Yangsan Water Purification Park)은 대한민국 양산시에 있는 하수처리시설, 공원 및 체육 시설이다. 하수처리시설, 기상관측소, 축구장 2면 등으로 구성되어 있다.

## 참고 문헌
- 《전국 공공체육 시설 현황 (2017년말 기준)》. 대한민국 문화체육관광부. 2019. 2020년 7월 16일에 원본 문서에서 보존된 문서. 2019년 4월 15일에 확인함.